# Rádio Iracema
Rádio Iracema é uma emissora de rádio brasileira sediada em Fortaleza, capital do estado do Ceará. Opera no dial AM, na frequência 1300 kHz. Foi fundada através de uma sociedade entre os irmãos Flavio Barreto Parente e José Barreto Parente e do empresário José Josino da Costa, em 9 de outubro de 1948. É controlada pelo Grupo Empresarial Etevaldo Nogueira, do empresário Francisco Magno Nogueira Lima,

## História
A iniciativa de inaugurar uma nova rádio em Fortaleza partiu de uma sociedade entre os irmãos José Barreto Parente, Flavio Barreto Parente, José Josino da Costa — ligado ao empresário Walter de Sá Cavalcante, então diretor do jornal O Estado — e mais 22 personalidades em 1º de agosto de 1945. Segunda emissora de rádio fundada em Fortaleza, a Iracema foi fundada em 9 de outubro de 1948, às 16h, num evento ocorrido na Praça José de Alencar, com apresentação do radialista César de Alencar, que na época trabalhava na Rádio Nacional do Rio de Janeiro. Estavam presentes Luiz Gonzaga, Heleninha Costa, Ruy Rey e sua orquestra. Suas instalações iniciais eram localizadas no segundo andar do Edifício Vitória, na esquina das ruas Guilherme Rocha e Barão do Rio Branco. Foi nesta instalação que a rádio chamava a atenção do público com espetáculos encenados no roof-garden, o auditório ao ar livre da emissora.
Entre os primeiros contratados da emissora estavam Paulo Lopes Filho, Peixoto Alencar, Antonio de Almeida, Barbosa Filho (departamento esportivo) e Hirano Meireles (discotecário). Em março de 1949, a rádio contratou o jornalista Armando Vasconcelos, que fundou o departamento de jornais falados e reportagens e criou o Grande Jornal Sonoro Iracema, comandando a redação e a locução. Irapuan Lima comandava o programa Rádio-Baile, nas noites de sábado, e o A Garotada se Diverte, formando assim uma programação de estilos variados. A partir de 1951, passou a constituir a Rede Iracemista de Rádios, lançando em 15 de novembro a Rádio Iracema do Cariri, a primeira emissora de rádio da região. Em 22 de novembro de 1952, foi inaugurada a Rádio Iracema de Sobral e em 15 de agosto de 1959, a Rádio Iracema de Maranguape. A emissora de Iguatu viria a ser lançada em 16 de junho de 1962. Apesar da tentativa, o projeto de rede não funcionou como esperado.
Em 1952, José Josino Costa deixou o grupo e foi substituído por José Pessoa de Araújo. Em 9 de outubro de 1954, a Rádio Iracema transferiu sua sede para o Edifício Guarany, na Praça José de Alencar. Em 15 de novembro de 1954, estreava o programa Fim de Semana na Taba, comandado pelo jornalista Armando Vasconcelos. Em setembro de 1957, promoveu um grande show para comemorar seus 9 anos de fundação. Na década de 1960, a rádio foi adquirida pelo Grupo Catu, que a repassou ao publicitário Anastácio de Souza. O mesmo vendeu a rede de rádios ao ex-governador Adauto Bezerra, que a revendeu ao empresário Etevaldo Nogueira.
Em 16 de fevereiro de 1972, a Iracema deixou o Edifício Guarany, que havia sido comprado pela Prefeitura de Fortaleza, que demoliu e construiu a instalação do "Beco da Poeira". A rádio passa a ser instalada no 12º andar do Edifício Senador, localizado na Rua Senador Pompeu. A mudança, aliada na popularização da televisão, fez com que a emissora retirasse do ar os programas de auditório. Posteriormente, migrou suas instalações para a Aldeota. Naquele momento, a rádio já mantinha uma programação com predominância musical. Na década de 1990, passou a fazer parte do Grupo Empresarial Etevaldo Nogueira, sob o comando do empresário Francisco Magno Nogueira, parente de Etevaldo. Em 1994, com direção de programação de Cláudio Teran, a emissora passou por modernização e ganhou nova programação. Em 1995, se afiliou à CBN e passou a se chamar CBN Fortaleza, permanecendo com formato all news somente por um ano, quando a programação da emissora é arrendada para a Igreja Pentecostal Deus é Amor, retransmitindo o sinal da Rádio Deus é Amor. Em 2014, solicitou junto ao Ministério das Comunicações a migração para o dial FM.
No segundo semestre de 2017, a Rádio Iracema encerrou o arrendamento com a Igreja Pentecostal Deus é Amor, ocorrido que foi percebido em 28 de novembro, ficando fora do ar. Na época, foi dito que a emissora estava esperando novos equipamentos para colocar no ar uma nova programação. A emissora voltou a operar em 29 de março de 2019, transmitindo músicas gospel, transmitindo também cultos religiosos durante poucas semanas. Em março de 2022, a Iracema fechou parceria para transmitir a programação da Rede de Notícias (RDN) para Fortaleza, passando a fazê-la a partir do dia 30.